# Stefan Håkans
Stefan Håkans, född 25 juli 1941 i Kvevlax i nuvarande Korsholms kommun i Finland, är en finländsk redare och ägare av fotbollsklubben FC Inter Åbo.
Stefan Håkans är son till Alfons Håkans, som grundade familjeföretaget Alfons Håkans Oy Ab. Han flyttade som ettåring till Vasa. Han utbildade sig till diplomekonom och utexaminerades som ekonomie magister år 1968 från Svenska handelshögskolan i Helsingfors. År 1975 blev han vd för Oy Alfons Håkans Ab.
Stefan Håkans är bosatt i Åbo. Han är gift med Anneli Håkans och har två söner, varav Joakim Håkans övertagit ledningen för familjeföretaget.